# San Marco dei Cavoti
San Marco dei Cavoti é uma comuna italiana da região da Campania, província de Benevento, com cerca de 3.707 habitantes. Estende-se por uma área de 48 km², tendo uma densidade populacional de 77 hab/km². Faz fronteira com Baselice, Colle Sannita, Foiano di Val Fortore, Molinara, Pago Veiano, Pesco Sannita, Reino, San Giorgio La Molara.

## Demografia
| Variação demográfica do município entre 1861 e 2011                               |
|                                                                                   |
| Fonte: Istituto Nazionale di Statistica (ISTAT) - Elaboração gráfica da Wikipedia |